# GenMobile
La GenMobile est une console portable fabriquée par AtGames sous licence Sega et destinée au marché américain pour refaire vivre la Nomad  ou la Mega Drive en 2009 .

## Histoire
Elle est la renaissance de la Nomad, qui n'avait pas marché à cause d'une consommation électrique excessive et d'un prix élevé.

## Origine du nom
La Mega Drive est connue aux États-Unis sous le nom de Sega Genesis ; GenMobile signifie donc « Genesis mobile ».

## Design
Le design de cette console est inspiré de celui de la PSP.

## Caractéristiques
- Compatibilité avec les cartouches Sega Genesis originales.
- Équipée d’un port cartouches acceptant les cartouches européennes, américaines et japonaises
- Écran couleur 2,5 pouces.
- Sortie télévision.
- Livrée avec 20 jeux.

## Jeux livrés en mémoire
Voici les vingt jeux livrés avec la console, sur la mémoire morte embarquée :
- Alien Storm
- Altered Beast
- Sonic Spinball
- Alex Kidd in the Enchanted Castle
- Arrow Flash
- Kid Chameleon
- Decap Attack
- Crack Down
- Columns III
- Sonic and Knuckles
- ESWAT: City Under Siege
- Ecco the Dolphin
- Gain Ground
- Flicky
- Golden Axe
- Dr. Robotnik's Mean Bean Machine
- Shinobi III: Return of the Ninja Master
- Ecco Jr.
- Jewel Master
- Shadow Dancer